# Nakajima Ki-84
Nakajima Ki-84 Hayate (jap. 疾風, Wichura) – jednosilnikowy, jednomiejscowy samolot myśliwski lotnictwa japońskiego z okresu II wojny światowej, ostatni typ samolotu produkowany seryjnie w wytwórni Nakajima. Najważniejszy samolot japoński ostatniego roku wojny na Pacyfiku i jeden z najlepszych myśliwców na niskich i średnich wysokościach na świecie. Pod względem osiągów odpowiadał najlepszym myśliwcom alianckim, a czasami nawet je przewyższał. Hayate był doskonale uzbrojony i opancerzony. Dzięki swojej niewielkiej masie był bardziej zwrotny, oraz posiadał większą szybkość wznoszenia od swoich alianckich odpowiedników. Ze względu na zbyt małą liczbę wyprodukowanych maszyn i doświadczonych pilotów, nie zdążył odegrać większej roli w zmaganiach na Pacyfiku, chociaż odegrał znaczącą rolę w bitwie na Morzu Filipińskim, nad Okinawą i Wyspami Japońskimi. 15 kwietnia 1945 roku podczas walk o Okinawę jedenaście Ki-84 wykonało niespodziewany atak na amerykańskie lotnisko na Okinawie. Znaczna liczba samolotów USA została zniszczona, ale tylko trzy z jedenastu samolotów powróciły. W nomenklaturze aliantów oznaczony nazwą kodową Frank.

## Historia
Korzenie projektu Ki-84 sięgają początku wojny na Pacyfiku, gdyż już w trzy tygodnie po ataku na Pearl Harbor, dowództwo Sił Powietrznych Japonii przekazało wytwórni Nakajima Hikoki K.K. polecenie rozpoczęcia projektu nowego myśliwca mającego w niedalekiej przyszłości zastąpić Ki-43 Hayabusa, który właśnie został wprowadzony do służby w Siłach Powietrznych Japonii. Nowy samolot miał być wielozadaniowym, długodystansowym myśliwcem przewyższającym parametrami wszystkie projektowane w Stanach Zjednoczonych i Wielkiej Brytanii konstrukcje. Specyfikacja nowego myśliwca mówiła o potrzebie skonstruowania maszyny równie zwrotnej co Ki-43 Hayabusa i równie szybkiej, z dużą prędkością wznoszenia jak Ki-44 Shoki. Dodatkowo wymagano wyposażenia maszyny w opancerzenie kabiny pilota i samouszczelniające się zbiorniki paliwa. Wymagana prędkość maksymalna miała mieścić się w zakresie 640 – 680 km/h, a samolot miał być zdolny do wykonywania misji bojowych w odległości 400 km od bazy przez 90 minut. Jednostką napędową miał być 18-cylindrowy chłodzony powietrzem silnik Nakajima Ha-45 w układzie podwójnej gwiazdy o mocy 1800 KM, będący odmianą używanego w samolotach Cesarskiej Marynarki Japonii silnika NK9A Homare. Uzbrojenie strzeleckie miały stanowić dwa karabiny maszynowe Ho-103 Typ 1 kalibru 12,7 mm i dwa działka Ho-5 kalibru 20 mm.
Prace nad Ki-84 rozpoczęto w fabryce firmy Nakajima w miejscowości Ota na początku 1942 roku, a pierwszy prototyp był gotowy w marcu 1943. Płatowiec skonstruowano podobnie jak w poprzednich modelach Ki-43 i Ki-44 w układzie dolnopłata. Duży silnik gwiazdowy Ki-84 miał ciasną osłonę, a śmigło wyposażono w duży kołpak z dużą chłodnicą oleju umieszczoną w owiewce pod maską silnika. Kadłub i skrzydło zbudowano ze stopów aluminiowych umieszczając w nich zbiorniki paliwa o pojemności 830 litrów.
Owiewka kabiny pilota była trzyczęściowa, ze środkową częścią odsuwaną do tyłu. Podwozie główne wciągane hydraulicznie w komory w skrzydłach i szczelnie osłonięte pokrywami. Również koło ogonowe było wciągane do kadłuba i przykrywane osłoną. Powierzchnie sterowe na skrzydłach i ogonie pokryto tkaniną.

Uzbrojenie strzeleckie stanowiły dwa strzelające przez śmigło, zsynchronizowane karabiny maszynowe Ho-103 kalibru 12,7 mm z zapasem 250 sztuk amunicji na każdy, zamontowane w górnej części osłony silnika, oraz dwa działka Ho-5 kalibru 20 mm z zapasem 150 sztuk amunicji na każde w skrzydłach. Pilot był chroniony 70-milimetrową szybą pancerną z przodu i 13-milimetrowymi płytami pancernymi w podłodze i z tyłu kokpitu. Pod kadłubem przewidziano jeden zamek do podwieszenia dodatkowego odrzucanego zbiornika paliwa. W skrzydłach wbudowano dwa zaczepy do podwieszenia dwóch bomb po 250 kg.

Silnik Nakajima Ka-45 napędzający samolot był w fazie testów od maja 1942 roku, a ponieważ prace rozwojowe nad nim przeciągały się, dopiero w sierpniu 1943 roku uruchomiono jego produkcję testową, a w kwietniu 1944 seryjną jako Ha-45 Typ 4.
Pierwszy prototyp został oblatany w kwietniu, a drugi w czerwcu 1943 roku. Po testach pierwszego prototypu zbudowano, zmodyfikowany zgodnie ze wskazówkami pilotów testowych, czwarty prototyp zdolny osiągnąć prędkość 630 km/h na pułapie 7100 metrów i 790 km/h w czasie lotu nurkowego.
W sierpniu 1943 roku zamówiono pierwszą przedprodukcyjną partię 83 maszyn różniących się od prototypów w bardzo małym stopniu. Wprowadzono między innymi modyfikacje kadłuba w celu uproszczenia jego produkcji, oraz powiększono powierzchnie usterzenia ogonowego w celu poprawienia sterowności samolotu podczas startu.
Testy w jednostkach wojskowych trwały od października 1943 roku do marca 1944 roku i zakończyły się sukcesem. W marcu 1944 roku samolot został skierowany do produkcji seryjnej jako Myśliwiec Armii Typ 4 (4-shiki sentōki) Hayate, lub w skrócie Ki-84.
Druga partia przedprodukcyjna 42 samolotów Ki-84 została wyprodukowana od marca do czerwca 1944 roku równolegle z pierwszą partią produkcyjną. Niektóre z nich testowano ze skrzydłami o zwiększonej powierzchni i rozpiętości jako wersje rozwojowe samolotu Ki-84N i Ki-84P.

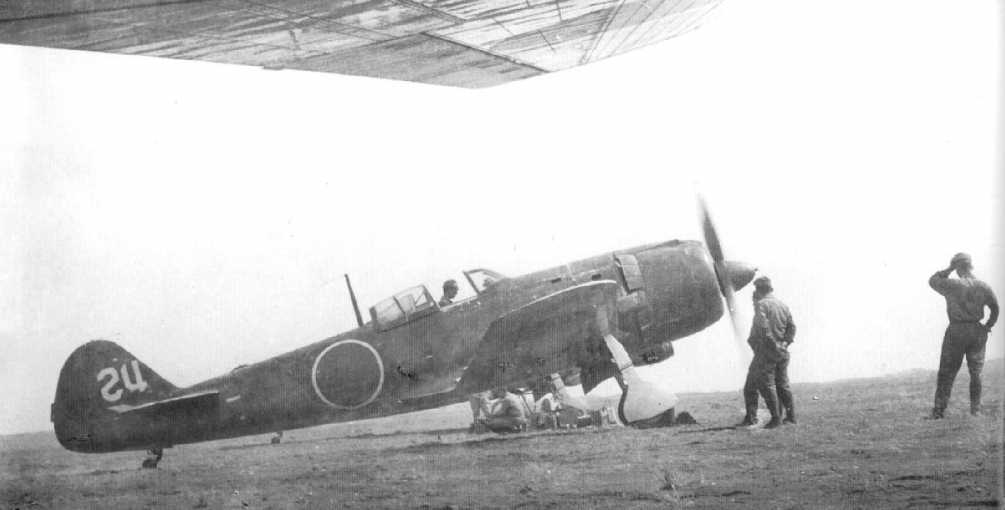
Nakajima Ki-84 na lotnisku

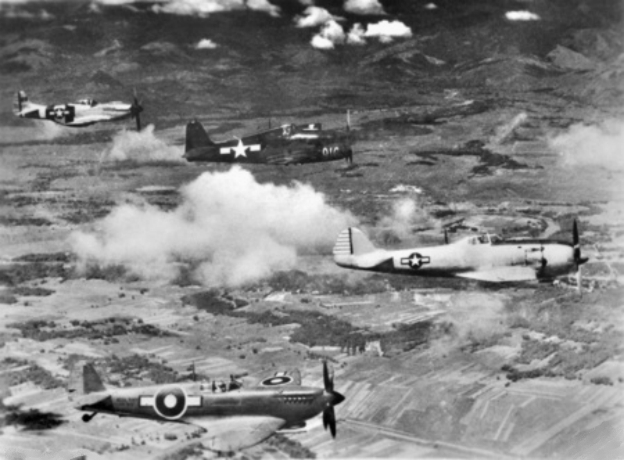
Formacja różnych samolotów prowadzona przez zdobyczny japoński samolot myśliwski Nakajima Ki-84 (inne samoloty w formacji: Royal Navy Seafire (na dole po lewej), US Navy Grumman F6F-5 Hellcat i USAAF North American P-51D Mustang)

### Ki-84
Pierwsze seryjne samoloty Ki-84 produkowano od kwietnia 1944 roku. Podstawowa wersja uzbrojenia została w 1945 roku oznaczona jako Ki-84 kō. W literaturze anglojęzycznej określane są też jako Ki-84-Ia. W samolotach seryjnych na bieżąco wprowadzano modyfikacje, przez co poszczególne serie się różniły. Miały one standardowo zmieniony układ wydechowy o mniejszych stratach mocy – każdy cylinder miał indywidualny wylot skierowany w tył, co dawało dodatkowo efekt odrzutu i spowodowało wzrost prędkości maksymalnej maszyny o około 15 km/h. Od października (nr 971) zrezygnowano z zaczepu pod kadłubem, a dodano węzły pod skrzydłami, na których można było podwiesić dwa 200-litrowe zbiorniki paliwa lub dwie bomby do 250 kilogramów.
Wczesne wersje Ki-84 wyposażono w silnik Ka-45 Typ 4 Model 11 o mocy 1800 KM i Model 12 o mocy 1825 KM, a późniejsze w Model 21 o mocy 1990 KM, który jednak był bardzo zawodny i wkrótce został zamieniony na słabszy o 90 KM Model 23.
Drugą odmianą produkcyjną był Ki-84 otsu (Ki-84-Ib), w którym kadłubowe karabiny maszynowe zastąpiono działkami Ho-5 kal. 20 mm, z zapasem amunicji po 150 nabojów, takimi jak zamontowane w skrzydłach. Została ona skierowana do produkcji w marcu 1945 roku. Dokładna wielkość produkcji nie jest znana, prawdopodobnie wynosiła ok. 100 egzemplarzy (spotykana jest też liczba 500).
Odmiana Ki-84 hei (Ki-84-Ic) była specjalną wersją do przechwytywania bombowców, uzbrojoną w dwa działka Ho-5 kalibru 20 mm w kadłubie i dwa działka Ho-155-II kalibru 30 mm w skrzydłach. Zbudowano 94 sztuki tej wersji oraz przerobiono na nią nieznaną liczbę maszyn wersji Ki-84-I Ki-84-II. Według L. Wieliczki, najprawdopodobniej powstały jednak tylko dwa prototypy, a działko Ho-155-II nie zostało dopracowane do produkcji seryjnej.

## Użycie
Pierwsze użycie bojowe Ki-84-Ia Hayate miało miejsce w Chinach w sierpniu 1944 roku przeciwko lotnictwu Stanów Zjednoczonych. Nowe myśliwce, pozbawione mankamentów poprzednich konstrukcji japońskich szybko zyskały uznanie pilotów górując parametrami nad najlepszymi samolotami amerykańskimi. Silne uzbrojenie i opancerzenie kabiny pilota, znakomita zwrotność, duża prędkość wznoszenia i zdolność do wykonywania misji bombowych włącznie z bombardowaniem z lotu nurkowego stanowiły o wyższości japońskiej maszyny.
W nomenklaturze aliantów oznaczono Ki-84 Hayate imieniem Frank wcześniej przypisanym fikcyjnemu myśliwcowi japońskiemu Mitsubishi T.K.4, który jakoby miał być rozwijany w Japonii. Ponieważ jednak taki samolot nigdy się nie pojawił, użyto miana Frank do oznaczenia myśliwca Hayate.
Myśliwce Ki-84-Ia walczyły również nad Okinawą, przeciwko wojskom amerykańskim wykonując ataki na cele naziemne przy pomocy uzbrojenia strzeleckiego i bomb, a także przechwytując samoloty przeciwnika. Hayate nie był szybszy od samolotów P-51D Mustang i P-47 Thunderbolt, ale z uwagi na wysoką prędkość wznoszenia był trudny do przechwycenia przez samoloty amerykańskie. Prędkość wznoszenia na pułap 5400 metrów w czasie 5 minut 54 sekund była niemożliwa do osiągnięcia przez jakikolwiek samolot aliantów. Podobieństwo sylwetki myśliwca Hayate do jego poprzednika Ki-43 Hayabusa powodowało częste pomyłki niedoświadczonych pilotów amerykańskich, którzy licząc na łatwy łup w postaci Ki-43, z myśliwego stawali się ofiarą doskonalszego pod każdym względem Ki-84 (pilotowanego przeważnie przez dobrze wyszkolonego pilota).
Chociaż Hayate był myśliwcem zaprojektowanym jako broń ofensywna, ze względu na koleje wojny wiele z tych maszyn przeznaczono do obrony Wysp Japońskich przed bombowcami wroga.
Ogólnie w 1944 roku zbudowano 1670 myśliwców Hayate z zamówionych 2525 egzemplarzy. Opóźnienia w produkcji wynikały przeważnie z braku części produkowanych przez podwykonawców co było bezpośrednio związane z bombardowaniami fabryk japońskich przez samoloty aliantów pod koniec 1944 roku. Podczas nalotu 84 bombowców B-29 Superfortress w dniu 19 lutego 1945 roku, poważnym uszkodzeniom uległa fabryka Nakajima w Ota, a 74 znajdujące się na linii montażowej myśliwce Hayate całkowicie zniszczono. Kolejne naloty powodowały dalsze zniszczenia fabryki aż do jej unieruchomienia.
W maju 1944 roku uruchomiono drugą linię produkcyjną Ki-84 w fabryce w Utsunomiya, gdzie do lipca 1945 roku wybudowano 727 egzemplarzy myśliwca, mniej niż połowę zaplanowanej liczby.
Wiosną 1945 rozpoczęto produkcję Ki-84 w fabryce Mansyu Hikoki Seizo K.K. w Mandżurii, ale do końca wojny udało się tam wybudować niespełna sto samolotów.
Łącznie we wszystkich fabrykach wyprodukowano 3514 myśliwców Hayate włączając w to prototypy i egzemplarze serii przedprodukcyjnych.

### Ki-84-II Hayate Kai
Ki-84-II lub Hayate Kai był próbą modyfikacji konstrukcji samolotu w celu zmniejszenia zużycia deficytowego aluminium kosztem elementów drewnianych. Tylna część kadłuba, końcówki skrzydeł i wiele innych części zastąpiono drewnianymi. Jednostki napędowe były identyczne jak w wersji Ki-84-I tak samo jak uzbrojenie, cztery działka kalibru 20 mm lub po dwa działka kalibru 20 mm i 30 mm. Samoloty Ki-84-II miały być wytwarzane od wiosny 1945 roku, lecz nie wiadomo, czy jakieś powstały.

### Ki-84-III
Wersja wysokościowa myśliwca Hayate napędzana silnikiem Nakajima Ha-45 Ru z turbosprężarką pod kadłubem. Odmiana ta pozostała na deskach kreślarskich do końca wojny.

### Ki-106
Całkowicie drewniana wersja Ki-84 Hayate zaprojektowana w firmie Tachikawa Hikoki K.K. w celu zastąpienia deficytowego aluminium alternatywnym materiałem. Produkcja samolotu z drewna pozwalała również na zatrudnienie niewykwalifikowanych pracowników do jego obróbki. Zastąpienie aluminium drewnem spowodowało jednak wzrost masy maszyny i spadek wytrzymałości konstrukcji, oraz osiągów, a pokrycie z lakierowanej tkaniny rwało się przy dużych prędkościach. Do końca wojny zbudowano trzy prototypy, z których pierwszy uzbrojono w 4 działka kalibru 20 mm, a dwa pozostałe w celu zmniejszenia masy maszyny już tylko w dwa. Napęd stanowił silnik Nakajima Ha-45 21, o mocy 1990 KM (1484 kW). Powiększono ponadto statecznik pionowy. Do końca wojny nie uruchomiono produkcji seryjnej.

### Ki-113
Wersja samolotu Ki-84-Ib zbudowana częściowo ze stali jako zamiennika deficytowego aluminium. Blach stalowych użyto do pokrycia kadłuba i skrzydeł, oraz blachy ze stali węglowej do konstrukcji przegród. Napęd stanowił silnik Ha-45 Model 21 a uzbrojenie cztery 20 milimetrowe działka. Samolot został zaprojektowany wiosną 1944 roku, a jego budową skończono na początku 1945 roku. Nigdy nie wzbił się w powietrze ze względu na zbyt dużą masę.

### Ki-116
Ze względu na wysoką zawodność silnika Nakajima Ha-45 próbowano zastosować inną jednostkę napędową. Po pomyślnej modyfikacji kadłuba myśliwca Kawasaki Ki-61-II Hien do zabudowy chłodzonego powietrzem silnika gwiazdowego Mitsubishi Ha-112-II, postanowiono postąpić podobnie z Ki-84 i zastąpić nieudaną jednostkę napędową tym samym sprawdzonym silnikiem Mitsubishi Ha-112.
Oznaczenie Ki-116 nadano czterem zmodyfikowanym do zabudowy silnika Mitsubishi maszynom Ki-84-I zbudowanym w fabryce w Mandżurii. Użyte silniki pochodziły z samolotu rozpoznawczego Mitsubishi Ki-46-III. Ze względu na mniejszą masę nowych silników konieczne było wydłużenie przedniej części kadłuba w celu zachowania środka ciężkości Ki-116. Wydłużenie kadłuba pociągnęło za sobą konieczność powiększenia usterzenia ogonowego. Masa nowego samolotu była o prawie 500 kg mniejsza niż pierwotnego Ki-84-Ia. Projekt Ki-116 oceniono jako bardzo obiecujący, dorównujący parametrami Kawasaki Ki-100, jednak ze względu na kapitulację Japonii pozostał w fazie prototypu.

### Ki-84N
Projektowana wysokościowa wersja myśliwca przechwytującego napędzana 18-cylindrowym, chłodzonym powietrzem silnikiem Nakajima Ha-44-13 (Ha 219) w układzie podwójnej gwiazdy o mocy 2500 KM. Powierzchnia skrzydeł została zwiększona o ponad 5 m² do 23,15 m². Wersja produkcyjna myśliwca miała być oznaczona jako Ki-117, ale do zakończenia wojny nie rozpoczęto jego produkcji.

### Ki-84P
Kolejna wersja samolotu Hayate przystosowana tak jak Ki-84N do roli wysokościowego myśliwca przechwytującego. Napędzana tym samym silnikiem co Ki-84N, ale o jeszcze większej powierzchni skrzydeł, 24,50 m². Projekt został zarzucony na rzecz mniej skomplikowanego Ki-84R.

### Ki-84R
Kolejna projektowana wersja wysokościowego myśliwca przechwytującego chociaż mniej ambitna niż Ki-84P. Oparta była na płatowcu wersji Ki-84-I Hayate napędzanym silnikiem Nakajima Ha-45 o mocy 2000 KM z mechaniczną dwustopniową sprężarką. Do zakończenia wojny prace nad prototypem były prawie zakończone.